# Gentiana depressa
Gentiana depressa är en gentianaväxtart som beskrevs av David Don. Gentiana depressa ingår i släktet gentianor, och familjen gentianaväxter. Utöver nominatformen finns också underarten G. d. stenophylla.